# Helianthemum grosii
Helianthemum grosii är en solvändeväxtart som beskrevs av Carlos Pau och Font Quer. Helianthemum grosii ingår i släktet solvändor, och familjen solvändeväxter. Inga underarter finns listade i Catalogue of Life.